# Rezolucja 819 (film)
Rezolucja 819 (fr. Résolution 819) – francuski dramat filmowy z 2008 roku. Zdjęcia kręcono w Czechach.

## Fabuła
Jacques Calvez – francuski policjant z Marsylii, wyjeżdża do bośniackiej Srebrenicy, aby tam współpracować z ekipą śledczą, badającą masową zbrodnię, której dopuściły się w tym rejonie oddziały serbskie, w tym z polską lekarką sądową, Klarą Górską, wnuczką jednej z ofiar zbrodni katyńskiej.
Tytułowa rezolucja 819, przyjęta jednomyślnie przez Radę Bezpieczeństwa ONZ 16 kwietnia 1993, zobowiązywała kraje ONZ do opieki nad ludnością cywilną we wschodniej Bośni.
Film otrzymał główną nagrodę na Międzynarodowym Festiwalu Filmowym w Rzymie.

## Obsada
- Benoît Magimel jako Jacques Calvez
- Karolina Gruszka jako Klara Górska
- Christo Szopow jako Momčilo Draganović
- Hippolyte Girardot jako Lherbeir
- Hector Tenorio jako Miguel de la Jara
- Dimitrije Ilić jako Ratko Mladić
- Nevena Rosuljas jako Amina
- Christophe Odent jako gen. Bernard Janvier
- Anezka Novak jako Betty Deakins
- Emina Muftić jako Hediba
- Viteszlav Hajek jako Radovan Karadžić
- Borislav Rudić jako Momir Pekić
- Haris Burina jako Goran
- Adnan Hasković jako Muhammad
- Vojtech Kotek jako Nassim
- Marta Hrachovinová jako prokurator Trybunału
- Ryan James jako oficer angielski
- Claudio Puglisi jako Jan Novak
- Tamara Krcunović jako Jasna Palić
- Slobodan Milovanović jako Miroslav